# Microsoft OneNote
Мајкрософт ван ноут (енгл. Microsoft OneNote, бивши назив за Microsoft Office OneNote) рачунарски је програм за прикупљање информација у облику слободних формата и вишекорисничку сарадњу. Прикупља корисничке белешке (ручно писане или откуцане), цртеже, исечке екрана и аудио коментаре. Белешке се могу делити са другим корисницима Мајкрософт ван ноута преко интернета или мреже. Доступан је као део Microsoft Officeа и Windows-а 10. Доступан је и као бесплатна самостална апликација за Windows, Mac OS, Windows РТ, Windows Phone, iOS и Андроид. Веб-верзија Ван ноута обезбеђена је као део Вандрајва или Офис онлајн; ова верзија омогућава корисницима да уређују белешке преко веб-прегледача.

## Историја верзије
Сви датуми издавања односе се на општу доступност. Пуштање у производњу је обично два или три месеца унапред.
| Издавање производа или догађај | Датум изласка       |
| ------------------------------ | ------------------- |
| Прво саопштење за јавност      | 17. новембар 2002.  |
| Ван ноут 2003                  | 19. новембар 2003.  |
| Ван ноут 2007                  | 27. јануар 2007.    |
| Ван ноут 2010                  | 15. јул 2010.       |
| Ван ноут 2013                  | 29. јануар 2013.    |
| Ван ноут 2016                  | 22. септембар 2015. |